# Lista de santos portugueses

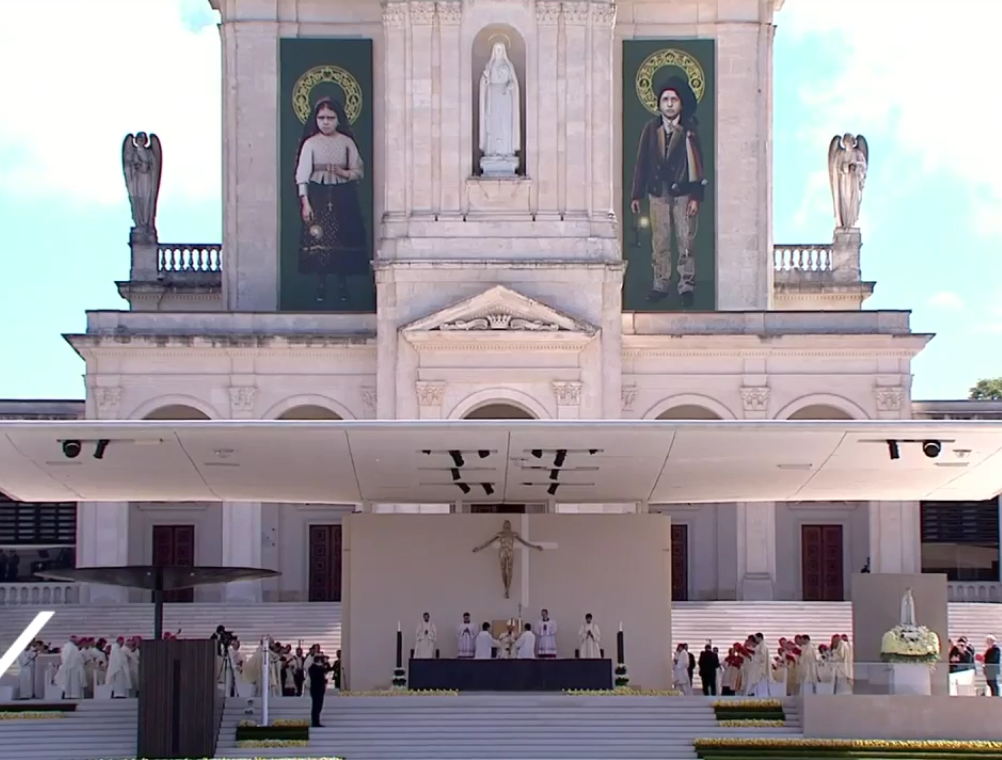
Canonização dos pastorinhos Francisco e Jacinta no Santuário de Fátima, 2017

Esta é uma lista de santos e beatos portugueses. Estão incluídos fiéis católicos canonizados ou beatificados pela Igreja Católica naturais de Portugal ou que habitaram qualquer território que geograficamente pertence ou pertenceu a Portugal, ou cujas principais relíquias se veneram em território português. 
Nesta lista constam 118 Santos, dos quais 86 Mártires, e 62 Beatos, dos quais 48 Mártires. São ainda referidos os fiéis portugueses que têm aberto o respectivo processo de canonização.

## História
Antes da fundação da nacionalidade diversos Santos habitaram o território que hoje integra Portugal. Após a fundação da nacionalidade portuguesa contam-se 81 Santos canonizados pela Igreja Católica, dos quais 69 Mártires, que nasceram, viveram ou morreram em Portugal ou em qualquer dos seus Domínios, integraram o serviço missionário português ou cujas principais relíquias são veneradas em Portugal. A estes acrescem os cruzados mártires da conquista de Lisboa, em número indeterminado, igualmente venerados como Santos.
Na História de Portugal contam-se 62 Beatos venerados pela Igreja Católica, dos quais 48 Mártires.   
Até ao Século XIII os Bispos tinham competência para aprovar o culto como Santos dos fiéis com fama de santidade que tivessem morrido na sua Diocese, com a veneração a manter-se restrita ao território diocesano ou, caso a aprovação fosse de um Arcebispo, às Dioceses da respectiva Província Eclesiástica. Mais raramente, era requerida a intervenção do Papa para estender o culto a toda a Cristandade. 
Depois do Século XIII todas as canonizações ficaram reservadas ao Papa. O mesmo sucedeu formalmente com as beatificações a partir do Século XVII.

## Santos

### Santos Lusitanos (até 868)
| Retrato                         | Santo                                           | Vida                | Obra                                                         | Festa                   | Ref    |
| ------------------------------- | ----------------------------------------------- | ------------------- | ------------------------------------------------------------ | ----------------------- | ------ |
|                                 | São Pedro de Rates bispo e mártir               | † 60                | Mártir 1.º Bispo de Braga                                    | 26 de Abril             | [ 1 ]  |
|                                 | São Torpes mártir                               | † 68 n. Pisa        | Mártir                                                       | 29 de Abril             |        |
|                                 | São Silvestre bispo e mártir                    | † 70                | Mártir                                                       | 14 de Abril             | [ 2 ]  |
|                                 | São Basílio de Braga bispo e mártir             | † 95                | Bispo de Braga                                               | 23 de Maio              | [ 3 ]  |
|                                 | São Manços bispo e mártir                       | Século I            | Mártir 1.º Bispo de Lisboa e Évora                           | 15 de Maio              | [ 4 ]  |
|                                 | São Torcato mártir                              | Século I            | Mártires em Braga                                            | 15 de Abril             |        |
| São Cucufate mártir             |                                                 | Século I            | Mártires em Braga                                            | 15 de Abril             |        |
| Santa Susana virgem e mártir    |                                                 | Século I            | Mártires em Braga                                            | 15 de Abril             |        |
|                                 | Santa Celerina mártir                           | Século I            | Mártir                                                       | 17 de Maio              | [ 5 ]  |
|                                 | Santo Ovídio bispo e mártir                     | † 130               | Mártir Bispo de Braga                                        | 3 de Junho              |        |
|                                 | Santa Quitéria virgem e mártir                  | 120–135 († 15 anos) | Mártir na Aquitânia                                          | 22 de Maio              |        |
|                                 | Santa Vilgeforte virgem e mártir                | 119–139 († 20 anos) | Mártir                                                       | 20 de Julho             | [ 6 ]  |
|                                 | Santa Marinha virgem e mártir                   | 119–139 († 20 anos) | Mártir                                                       | 18 de Julho             |        |
|                                 | São Gaudêncio de Évora mártir                   | Século II           | Mártir na Suíça                                              | 2 de Agosto             |        |
|                                 | São Gens bispo e mártir                         | Século III          | Mártir Bispo de Lisboa                                       | 8 de Maio               |        |
|                                 | São Januário bispo e mártir                     | Século III          | Mártir Bispo de Lisboa                                       |                         |        |
|                                 | São Vítor de Braga mártir                       | † 300               | Mártir                                                       | 12 de Abril             |        |
|                                 | São Veríssimo mártir                            | † 300               | Santos Mártires de Lisboa                                    | 3 de Outubro            | [ 7 ]  |
| Santa Máxima mártir             |                                                 | † 300               | Santos Mártires de Lisboa                                    | 3 de Outubro            | [ 7 ]  |
| Santa Júlia virgem e mártir     |                                                 | † 300               | Santos Mártires de Lisboa                                    | 3 de Outubro            | [ 7 ]  |
|                                 | Santa Engrácia virgem e mártir                  | 285–303 († 18 anos) | Mártires em Saragoça                                         | 16 de Abril             |        |
| São Lupércio mártir             | † 303                                           |                     | Mártires em Saragoça                                         | 16 de Abril             |        |
| Santa Júlia mártir              | † 303                                           |                     | Mártires em Saragoça                                         | 16 de Abril             |        |
| São Sucesso mártir              | † 303                                           |                     | Mártires em Saragoça                                         | 16 de Abril             |        |
| São Marcial mártir              | † 303                                           |                     | Mártires em Saragoça                                         | 16 de Abril             |        |
| Santo Urbano mártir             | † 303                                           |                     | Mártires em Saragoça                                         | 16 de Abril             |        |
| São Quintiliano mártir          | † 303                                           |                     | Mártires em Saragoça                                         | 16 de Abril             |        |
| São Públio mártir               | † 303                                           |                     | Mártires em Saragoça                                         | 16 de Abril             |        |
| São Frontónio mártir            | † 303                                           |                     | Mártires em Saragoça                                         | 16 de Abril             |        |
| São Félix mártir                | † 303                                           |                     | Mártires em Saragoça                                         | 16 de Abril             |        |
| São Ceciliano mártir            | † 303                                           |                     | Mártires em Saragoça                                         | 16 de Abril             |        |
| Santo Evódio mártir             | † 303                                           |                     | Mártires em Saragoça                                         | 16 de Abril             |        |
| São Primitivo mártir            | † 303                                           |                     | Mártires em Saragoça                                         | 16 de Abril             |        |
| Santo Apodémio mártir           | † 303                                           |                     | Mártires em Saragoça                                         | 16 de Abril             |        |
| São Jenaro mártir               | † 303                                           |                     | Mártires em Saragoça                                         | 16 de Abril             |        |
| São Casiano mártir              | † 303                                           |                     | Mártires em Saragoça                                         | 16 de Abril             |        |
| São Matutino mártir             | † 303                                           |                     | Mártires em Saragoça                                         | 16 de Abril             |        |
| São Fausto mártir               | † 303                                           |                     | Mártires em Saragoça                                         | 16 de Abril             |        |
| São Januário mártir             | † 303                                           |                     | Mártires em Saragoça                                         | 16 de Abril             |        |
| São Caio confessor              | † 303                                           |                     | Mártires em Saragoça                                         | 16 de Abril             |        |
| São Crescente confessor         | † 303                                           |                     | Mártires em Saragoça                                         | 16 de Abril             |        |
|                                 | São Pantaleão mártir                            | 275–303 († 28 anos) | Mártir em Nicomédia                                          | 27 de Julho             |        |
|                                 | São Vicente diácono e mártir                    | † 304 n. Huesca     | Mártir Diácono em Saragoça                                   | 22 de Janeiro           |        |
|                                 | São Jordão bispo e mártir                       | † 305               | Mártir Bispo de Évora                                        | 6 de Agosto             |        |
| Santa Comba virgem e mártir     | Mártires                                        | † 305               |                                                              | 6 de Agosto             |        |
| Santa Anominata virgem e mártir | Mártires                                        | † 305               |                                                              | 6 de Agosto             |        |
|                                 | São Brissos bispo e mártir                      | † 312               | Mártir Bispo de Évora                                        | 9 de Julho              |        |
| Santa Bárbara virgem e mártir   |                                                 | Mártir              |                                                              | [ 8 ]                   |        |
| São Barão eremita               |                                                 | eremita             |                                                              | [ 9 ] [ 10 ]            |        |
|                                 | Santa Auda virgem e mártir                      | † 383               | Mártir em Colónia                                            | 12 de Setembro          |        |
|                                 | Papa São Dâmaso I papa e confessor              | 305–384 († 79 anos) | 37.º Papa da Igreja Católica                                 | 11 de Dezembro          |        |
|                                 | São Tiago Interciso mártir                      | † 421               | Mártir na Pérsia                                             | 27 de Novembro          |        |
|                                 | São Julião bispo e confessor                    | † 538               | Arcebispo de Braga                                           | 8 de Março              | [ 11 ] |
|                                 | Santo Apríngio de Beja bispo e padre da Igreja  | † 560               | Padre da Igreja Bispo de Beja                                | 3 de Janeiro            | [ 12 ] |
|                                 | São Martinho de Dume arcebispo                  | 518–579 († 61 anos) | Apóstolo dos Suevos 12º Arcebispo de Braga 1.º Bispo de Dume | 20 de Março             |        |
|                                 | Santa Iria virgem, religiosa e mártir           | 635–653 († 18 anos) | Mártir monja beneditina                                      | 20 de Outubro           | [ 13 ] |
|                                 | São Frutuoso arcebispo, monge, abade e fundador | † 665               | Arcebispo de Braga                                           | 5 de Dezembro           |        |
|                                 | Santa Comba de Coimbra virgem e mártir          |                     | Mártir                                                       | 1 de Maio               |        |
|                                 | São Félix Torcato bispo e mártir                | † 719               | Mártir Arcebispo de Braga                                    |                         |        |
|                                 | São Victor bispo e mártir                       | † 736               | Mártir Arcebispo de Braga                                    |                         |        |
|                                 | São Sisenando diácono e mártir                  | 828–851 († 23 anos) | Mártir em Córdoba                                            | 16 de Julho             |        |
|                                 | São Félix eremita                               | † Século IX         | eremita em Villa Mendo                                       | 1.º Domingo de Setembro |        |

### Santos Portucalenses (868–1139)
| Retrato                                          | Santo                                                        | Vida                                                                              | Obra                                                                           | Festa           | Ref                  |
| ------------------------------------------------ | ------------------------------------------------------------ | --------------------------------------------------------------------------------- | ------------------------------------------------------------------------------ | --------------- | -------------------- |
|                                                  | São Rosendo bispo, abade e religioso (OSB)                   | 907–977 († 69 anos)                                                               | Bispo de Dume                                                                  | 1 de Março      |                      |
|                                                  | Santa Senhorinha de Basto virgem, abadessa e religiosa (OSB) | 924–982 († 58 anos)                                                               | Abadessa do Mosteiro de Vieira do Minho, monja beneditina prima de São Rosendo | 22 de Abril     | [ 14 ] [ 15 ] [ 16 ] |
| Santa Godinha virgem, abadessa e religiosa (OSB) | † 960                                                        | Abadessa do Mosteiro de Vieira do Minho, monja beneditina tia de Santa Senhorinha |                                                                                | 22 de Abril     | [ 14 ] [ 15 ] [ 16 ] |
| São Gervásio                                     | † 980                                                        | irmão de Santa Senhorinha                                                         |                                                                                | 22 de Abril     | [ 14 ] [ 15 ] [ 16 ] |
|                                                  | Santa Engrácia de Braga virgem e mártir                      | 1030–1050 († 20 anos)                                                             | Mártir                                                                         | 17 de Fevereiro |                      |
|                                                  | São Goldrofe prior e religioso (CRSA)                        | Século XI                                                                         | Prior fundador do Mosteiro de Arganil                                          | 4 de Fevereiro  | [ 17 ] [ 18 ]        |
|                                                  | São Geraldo de Braga arcebispo e religioso (OSB)             | † 1108 n. Gasconha                                                                | Arcebispo Primaz de Braga                                                      | 5 de Dezembro   |                      |
|                                                  | São Gonçalo bispo                                            | † 1112                                                                            | Bispo de Dume Bispo de São Martinho de Mondonhedo                              |                 | [ 19 ]               |

### Santos Portugueses (1139–presente)
| Retrato                                                       | Santo                                                                           | Vida                             | Obra                                                            | Beatificação       | Canonização                  | Festa           | Ref    |
| ------------------------------------------------------------- | ------------------------------------------------------------------------------- | -------------------------------- | --------------------------------------------------------------- | ------------------ | ---------------------------- | --------------- | ------ |
|                                                               | São Teotónio presbítero, abade e fundador                                       | 1082–1162 († 80 anos)            | Fundador do Mosteiro de Santa Cruz 1.º Santo Português          |                    | 1163 Alexandre III           | 18 de Fevereiro | [ 20 ] |
|                                                               | São Martinho de Soure presbítero e mártir                                       | 1104–1146 († 42 anos)            | Mártir em Córdoba Cónego da Sé de Coimbra 1.º Mártir Português  |                    | Culto Imemorial              | 31 de Janeiro   |        |
|                                                               | Santos Mártires de Lisboa cruzados e mártires                                   | † 1147                           | Mártires da Conquista de Lisboa cruzados cristãos               |                    | Culto Imemorial              | 13 de Outubro   |        |
|                                                               | Santo António de Lisboa presbítero, religioso (OFM), Doutor da Igreja e místico | 1191–1231 († 35 anos)            | Doutor da Igreja evangelizador                                  |                    | 1232 Gregório IX             | 13 de Junho     |        |
|                                                               | São Bernardo presbítero, religioso (OFM) e mártir                               | † 1220                           | Santos Mártires de Marrocos                                     |                    | 1481 Sisto IV                | 16 de Janeiro   |        |
| Santo Otão presbítero, religioso (OFM) e mártir               |                                                                                 | † 1220                           | Santos Mártires de Marrocos                                     |                    | 1481 Sisto IV                | 16 de Janeiro   |        |
| São Pedro diácono, religioso (OFM) e mártir                   |                                                                                 | † 1220                           | Santos Mártires de Marrocos                                     |                    | 1481 Sisto IV                | 16 de Janeiro   |        |
| Santo Acúrsio religioso (OFM) e mártir                        |                                                                                 | † 1220                           | Santos Mártires de Marrocos                                     |                    | 1481 Sisto IV                | 16 de Janeiro   |        |
| Santo Adjuto religioso (OFM) e mártir                         |                                                                                 | † 1220                           | Santos Mártires de Marrocos                                     |                    | 1481 Sisto IV                | 16 de Janeiro   |        |
|                                                               | São Francisco Xavier presbítero e religioso (SJ)                                | 1506–1552 († 46 anos) n. Navarra | Apóstolo do Oriente missionário jesuíta                         | 1619 Paulo V       | 1622 Gregório XV             | 3 de Dezembro   |        |
|                                                               | Rainha Santa Isabel rainha e viúva                                              | 1271–1336 († 65 anos) n. Aragão  | Rainha de Portugal Infanta de Aragão                            | 1526 Clemente VII  | 1625 Urbano VIII             | 4 de Julho      |        |
|                                                               | São João de Deus religioso (OH) e fundador                                      | 1495–1550 († 55 anos)            | Fundador da Ordem Hospitaleira assistência aos pobres e doentes | 1630 Urbano VIII   | 1690 Alexandre VIII          | 8 de Março      |        |
|                                                               | São Gonçalo Garcia religioso (OFM) e mártir                                     | 1557–1597 († 40 anos)            | Mártir do Japão missionário franciscano                         | 1627 Urbano VIII   | 1862 Pio IX                  | 6 de Fevereiro  |        |
|                                                               | São João de Brito religioso (SJ), sacerdote e mártir                            | 1647–1693 († 45 anos)            | Mártir da Índia missionário jesuíta                             | 1853 Pio IX        | 1947 Pio XII                 | 4 de Fevereiro  |        |
|                                                               | Santa Beatriz da Silva virgem, religiosa (OIC) e fundadora                      | 1424–1492 († 68 anos)            | Fundadora da Ordem da Imaculada Conceição                       | 1926 Pio XI        | 1976 Paulo VI                | 17 de Agosto    |        |
|                                                               | São Frei Galvão religioso (OFM) e místico                                       | 1739–1822 († 83 anos)            | frade franciscano                                               | 1998 João Paulo II | 2007 Bento XVI               | 25 de Outubro   |        |
|                                                               | São Nuno de Santa Maria religioso (OCarm) e místico                             | 1360–1431 († 71 anos)            | Santo Condestável                                               | 1918 Bento XV      | 2009 Bento XVI               | 6 de Novembro   |        |
|                                                               | São José Vaz presbítero e religioso (OMI)                                       | 1651–1711 († 59 anos)            | Apóstolo do Ceilão                                              | 1995 João Paulo II | 2015 Francisco               | 16 de Janeiro   |        |
|                                                               | São Francisco Marto vidente de Fátima                                           | 1908–1919 († 10 anos)            | Pastorinhos de Fátima                                           | 2000 João Paulo II | 2017 Francisco               | 20 de Fevereiro |        |
|                                                               | Santa Jacinta Marto vidente de Fátima                                           | 1910–1920 († 9 anos)             | Pastorinhos de Fátima                                           | 2000 João Paulo II | 2017 Francisco               | 20 de Fevereiro |        |
|                                                               | Santo André de Soveral presbítero, religioso (SJ) e mártir                      | 1572–1645 († 73 anos)            | Protomártires do Brasil                                         | 2000 João Paulo II | 2017 Francisco               | 3 de Outubro    |        |
| Santo Ambrósio Francisco Ferro presbítero e mártir            | † 1645                                                                          |                                  | Protomártires do Brasil                                         | 2000 João Paulo II | 2017 Francisco               | 3 de Outubro    |        |
| São Mateus Moreira mártir                                     | † 1645                                                                          |                                  | Protomártires do Brasil                                         | 2000 João Paulo II | 2017 Francisco               | 3 de Outubro    |        |
| São Domingos Carvalho mártir                                  | † 1645                                                                          |                                  | Protomártires do Brasil                                         | 2000 João Paulo II | 2017 Francisco               | 3 de Outubro    |        |
| Santos António Vilela e sua filha mártires                    | † 1645                                                                          |                                  | Protomártires do Brasil                                         | 2000 João Paulo II | 2017 Francisco               | 3 de Outubro    |        |
| São José do Porto mártir                                      | † 1645                                                                          |                                  | Protomártires do Brasil                                         | 2000 João Paulo II | 2017 Francisco               | 3 de Outubro    |        |
| São Francisco de Bastos mártir                                | † 1645                                                                          |                                  | Protomártires do Brasil                                         | 2000 João Paulo II | 2017 Francisco               | 3 de Outubro    |        |
| São Diogo Pereira mártir                                      | † 1645                                                                          |                                  | Protomártires do Brasil                                         | 2000 João Paulo II | 2017 Francisco               | 3 de Outubro    |        |
| João Lostau Navarro mártir                                    | † 1645                                                                          |                                  | Protomártires do Brasil                                         | 2000 João Paulo II | 2017 Francisco               | 3 de Outubro    |        |
| Santo António Vilela Cid mártir                               | † 1645                                                                          |                                  | Protomártires do Brasil                                         | 2000 João Paulo II | 2017 Francisco               | 3 de Outubro    |        |
| Santos Estêvão Machado de Miranda e suas duas filhas mártires | † 1645                                                                          |                                  | Protomártires do Brasil                                         | 2000 João Paulo II | 2017 Francisco               | 3 de Outubro    |        |
| São Vicente de Sousa Pereira mártir                           | † 1645                                                                          |                                  | Protomártires do Brasil                                         | 2000 João Paulo II | 2017 Francisco               | 3 de Outubro    |        |
| São Francisco Mendes Pereira mártir                           | † 1645                                                                          |                                  | Protomártires do Brasil                                         | 2000 João Paulo II | 2017 Francisco               | 3 de Outubro    |        |
| São João da Silveira mártir                                   | † 1645                                                                          |                                  | Protomártires do Brasil                                         | 2000 João Paulo II | 2017 Francisco               | 3 de Outubro    |        |
| São Simão Correia mártir                                      | † 1645                                                                          |                                  | Protomártires do Brasil                                         | 2000 João Paulo II | 2017 Francisco               | 3 de Outubro    |        |
| Santo António Baracho mártir                                  | † 1645                                                                          |                                  | Protomártires do Brasil                                         | 2000 João Paulo II | 2017 Francisco               | 3 de Outubro    |        |
| Santos João Martins e sete companheiros mártires              | † 1645                                                                          |                                  | Protomártires do Brasil                                         | 2000 João Paulo II | 2017 Francisco               | 3 de Outubro    |        |
| São Manuel Rodrigues de Moura e sua esposa mártires           | † 1645                                                                          |                                  | Protomártires do Brasil                                         | 2000 João Paulo II | 2017 Francisco               | 3 de Outubro    |        |
| Uma filha de Francisco Dias mártir                            | † 1645                                                                          |                                  | Protomártires do Brasil                                         | 2000 João Paulo II | 2017 Francisco               | 3 de Outubro    |        |
|                                                               | São Bartolomeu dos Mártires arcebispo e religioso (OP)                          | 1514–1590 († 76 anos)            | Arcebispo Primaz de Braga                                       | 2001 João Paulo II | 2019 Francisco (equipolente) | 18 de Julho     |        |

## Beatos

### Beatos Portugueses (1139–presente)
| Retrato                                                             | Santo                                                                             | Vida                  | Obra | Beatificação       | Festa           | Ref           |
| ------------------------------------------------------------------- | --------------------------------------------------------------------------------- | --------------------- | --- | ------------------ | --------------- | ------------- |
|                                                                     | Beato Manuel de Albuquerque cavaleiro e religioso (OdeM)                          | Séc. XIII             | Missionário no Norte de África para a libertação de prisioneiros Cavaleiro e religioso da Ordem das Mercês  | Culto Imemorial    | 29 de Março     |               |
|                                                                     | Beato Fernando de Portugal, o Infante Santo infante e mártir                      | 1402–1443 († 40 anos) | Mártir em Fez Infante de Portugal Grão-Mestre da Ordem de Avis                                              | 1470 Paulo II      | 5 de Junho      | [ 21 ]        |
|                                                                     | Beato Amadeu da Silva presbítero, religioso (OFM), reformador, fundador e místico | 1431–1482 († 51 anos) | Reformador da Ordem Franciscana e fundador do ramo amadeísta eremita, irmão de Santa Beatriz da Silva       | Culto Imemorial    | 12 de Agosto    |               |
|                                                                     | Beato Gonçalo de Amarante presbítero e religioso (OP)                             | 1187–1262 († 75 anos) | eremita frade dominicano                                                                                    | 1561 Pio IV        | 10 de Janeiro   |               |
|                                                                     | Beata Joana Princesa princesa, virgem e mística                                   | 1452–1490 († 38 anos) | Princesa de Portugal noviça dominicana                                                                      | 1693 Inocêncio XII | 12 de Maio      |               |
|                                                                     | Beata Teresa de Portugal rainha e religiosa (OCist)                               | 1176–1250 († 73 anos) | Rainha de Leão Infanta de Portugal monja cisterciense                                                       | 1705 Clemente XI   | 20 de Junho     |               |
|                                                                     | Beata Sancha de Portugal infanta, virgem e religiosa (OCist)                      | 1180–1229 († 49 anos) | Infanta de Portugal monja cisterciense                                                                      | 1705 Clemente XI   | 20 de Junho     |               |
|                                                                     | Beato Frei Gil presbítero e religioso (OP)                                        | 1190–1265 († 75 anos) | frade dominicano                                                                                            | 1748 Bento XIV     | 14 de Maio      |               |
|                                                                     | Beato Gonçalo de Lagos religioso (OSA)                                            | 1360–1442 († 62 anos) | frade agostinho                                                                                             | 1778 Pio VI        | 27 de Outubro   |               |
|                                                                     | Beata Mafalda de Portugal rainha, virgem, abadessa e religiosa (OCist)            | 1195–1256 († 61 anos) | Rainha de Castela Infanta de Portugal Abadessa do Mosteiro de Arouca                                        | 1793 Pio VI        | 20 de Junho     |               |
|                                                                     | Beato Inácio de Azevedo presbítero, religioso (SJ) e mártir                       | 1526–1570 († 44 anos) | Mártires do Brasil missionários jesuítas                                                                    | 1854 Pio IX        | 17 de Julho     |               |
| Beato Diogo de Andrade presbítero, religioso (SJ) e mártir          | 1531–1570 († 39 anos)                                                             |                       | Mártires do Brasil missionários jesuítas                                                                    | 1854 Pio IX        | 17 de Julho     |               |
| Beato Brás Ribeiro religioso (SJ) e mártir                          | 1546–1570 († 24 anos)                                                             |                       | Mártires do Brasil missionários jesuítas                                                                    | 1854 Pio IX        | 17 de Julho     |               |
| Beato António Correia religioso (SJ) e mártir                       | 1553–1570 († 17 anos)                                                             |                       | Mártires do Brasil missionários jesuítas                                                                    | 1854 Pio IX        | 17 de Julho     |               |
| Beato António Fernandes religioso (SJ) e mártir                     | 1552–1570 († 18 anos)                                                             |                       | Mártires do Brasil missionários jesuítas                                                                    | 1854 Pio IX        | 17 de Julho     |               |
| Beato António Soares religioso (SJ) e mártir                        | † 1570                                                                            |                       | Mártires do Brasil missionários jesuítas                                                                    | 1854 Pio IX        | 17 de Julho     |               |
| Beato Bento de Castro religioso (SJ) e mártir                       | 1543–1570 († 27 anos)                                                             |                       | Mártires do Brasil missionários jesuítas                                                                    | 1854 Pio IX        | 17 de Julho     |               |
| Beato Francisco Álvares religioso (SJ) e mártir                     | 1539–1570 († 31 anos)                                                             |                       | Mártires do Brasil missionários jesuítas                                                                    | 1854 Pio IX        | 17 de Julho     |               |
| Beato Simão da Costa religioso (SJ) e mártir                        | 1551–1570 († 19 anos)                                                             |                       | Mártires do Brasil missionários jesuítas                                                                    | 1854 Pio IX        | 17 de Julho     |               |
| Beato Simão Lopes religioso (SJ) e mártir                           | 1552–1570 († 18 anos)                                                             |                       | Mártires do Brasil missionários jesuítas                                                                    | 1854 Pio IX        | 17 de Julho     |               |
| Beato Francisco de Magalhães religioso (SJ) e mártir                | 1549–1570 († 21 anos)                                                             |                       | Mártires do Brasil missionários jesuítas                                                                    | 1854 Pio IX        | 17 de Julho     |               |
| Beato Gaspar Álvares religioso (SJ) e mártir                        | 1552–1570 († 19 anos)                                                             |                       | Mártires do Brasil missionários jesuítas                                                                    | 1854 Pio IX        | 17 de Julho     |               |
| Beato Nicolau Dinis religioso (SJ) e mártir                         | 1553–1570 († 17 anos)                                                             |                       | Mártires do Brasil missionários jesuítas                                                                    | 1854 Pio IX        | 17 de Julho     |               |
| Beato Pero Nunes religioso (SJ) e mártir                            | 1551–1570 († 19 anos)                                                             |                       | Mártires do Brasil missionários jesuítas                                                                    | 1854 Pio IX        | 17 de Julho     |               |
| Beato Pedro de Fontoura religioso (SJ) e mártir                     | 1547–1570 († 23 anos)                                                             |                       | Mártires do Brasil missionários jesuítas                                                                    | 1854 Pio IX        | 17 de Julho     |               |
| Beato João Fernandes (de Lisboa) religioso (SJ) e mártir            | 1551–1570 († 19 anos)                                                             |                       | Mártires do Brasil missionários jesuítas                                                                    | 1854 Pio IX        | 17 de Julho     |               |
| Beato João Fernandes (de Braga) religioso (SJ) e mártir             | 1547–1570 († 23 anos)                                                             |                       | Mártires do Brasil missionários jesuítas                                                                    | 1854 Pio IX        | 17 de Julho     |               |
| Beato Luís Correia religioso (SJ) e mártir                          | 1553–1570 († 17 anos)                                                             |                       | Mártires do Brasil missionários jesuítas                                                                    | 1854 Pio IX        | 17 de Julho     |               |
| Beato Luís Rodrigues religioso (SJ) e mártir                        | 1554–1570 († 16 anos)                                                             |                       | Mártires do Brasil missionários jesuítas                                                                    | 1854 Pio IX        | 17 de Julho     |               |
| Beato Manuel Rodrigues religioso (SJ) e mártir                      | 1550–1570 († 20 anos)                                                             |                       | Mártires do Brasil missionários jesuítas                                                                    | 1854 Pio IX        | 17 de Julho     |               |
| Beato Marcos Caldeira religioso (SJ) e mártir                       | 1547–1570 († 23 anos)                                                             |                       | Mártires do Brasil missionários jesuítas                                                                    | 1854 Pio IX        | 17 de Julho     |               |
| Beato Manuel Álvares religioso (SJ) e mártir                        | 1546–1570 († 24 anos)                                                             |                       | Mártires do Brasil missionários jesuítas                                                                    | 1854 Pio IX        | 17 de Julho     |               |
| Beato Manuel Fernandes religioso (SJ) e mártir                      | 1551–1570 († 19 anos)                                                             |                       | Mártires do Brasil missionários jesuítas                                                                    | 1854 Pio IX        | 17 de Julho     |               |
| Beato Manuel Pacheco religioso (SJ) e mártir                        | 1551–1570 († 19 anos)                                                             |                       | Mártires do Brasil missionários jesuítas                                                                    | 1854 Pio IX        | 17 de Julho     |               |
| Beato Amaro Vaz religioso (SJ) e mártir                             | 1553–1570 († 17 anos)                                                             |                       | Mártires do Brasil missionários jesuítas                                                                    | 1854 Pio IX        | 17 de Julho     |               |
| Beato Domingos Fernandes religioso (SJ) e mártir                    | 1551–1570 († 19 anos)                                                             |                       | Mártires do Brasil missionários jesuítas                                                                    | 1854 Pio IX        | 17 de Julho     |               |
| Beato Gonçalo Henriques religioso (SJ) e mártir                     | 1550–1570 († 20 anos)                                                             |                       | Mártires do Brasil missionários jesuítas                                                                    | 1854 Pio IX        | 17 de Julho     |               |
| Beato Álvaro Mendes Borralho religioso (SJ) e mártir                | 1551–1570 († 19 anos)                                                             |                       | Mártires do Brasil missionários jesuítas                                                                    | 1854 Pio IX        | 17 de Julho     |               |
| Beato Diogo Pires Mimoso religioso (SJ) e mártir                    | 1546–1570 († 24 anos)                                                             |                       | Mártires do Brasil missionários jesuítas                                                                    | 1854 Pio IX        | 17 de Julho     |               |
| Beato Aleixo Delgado religioso (SJ) e mártir                        | 1555–1570 († 14 anos)                                                             |                       | Mártires do Brasil missionários jesuítas                                                                    | 1854 Pio IX        | 17 de Julho     |               |
| Beato André Gonçalves religioso (SJ) e mártir                       | 1552–1570 († 18 anos)                                                             |                       | Mártires do Brasil missionários jesuítas                                                                    | 1854 Pio IX        | 17 de Julho     |               |
| Beato João Adaúto mártir                                            | † 1570                                                                            |                       | Mártires do Brasil missionários jesuítas                                                                    | 1854 Pio IX        | 17 de Julho     |               |
|                                                                     | Beato João Baptista Machado presbítero, religioso (SJ) e mártir                   | 1582–1617 († 35 anos) | Mártires do Japão                                                                                           | 1867 Pio IX        | 22 de Maio      |               |
|                                                                     | Beatos Domingos Jorge, Isabel Fernandes e Inácio mártires                         | † 1619 † 1622         | Mártires do Japão                                                                                           | 1867 Pio IX        | 18 de Novembro  |               |
|                                                                     | Beato Ambrósio Fernandes religioso (SJ) e mártir                                  | 1551–1620 († 69 anos) | Mártires do Japão                                                                                           | 1867 Pio IX        | 8 de Junho      |               |
|                                                                     | Beato Miguel de Carvalho presbítero, religioso (SJ) e mártir                      | 1579–1624 († 45 anos) | Mártires do Japão                                                                                           | 1867 Pio IX        | 25 de Agosto    |               |
|                                                                     | Beato Diogo de Carvalho presbítero, religioso (SJ) e mártir                       | 1578–1624 († 46 anos) | Mártires do Japão                                                                                           | 1867 Pio IX        | 22 de Fevereiro |               |
|                                                                     | Beato Francisco Pacheco presbítero, religioso (SJ) e mártir                       | 1568–1626 († 58 anos) | Mártires do Japão                                                                                           | 1867 Pio IX        | 20 de Junho     |               |
|                                                                     | Beato Vicente de Santo António presbítero, religioso (OSA) e mártir               | 1590–1632 († 42 anos) | Mártires do Japão                                                                                           | 1867 Pio IX        | 3 de Setembro   |               |
|                                                                     | Beato António Francisco presbítero, religioso (SJ) e mártir                       | 1533–1583 († 50 anos) | Mártires da Índia missionários jesuítas                                                                     | 1893 Leão XIII     | 8 de Junho      |               |
| Beato Francisco Aranha religioso (SJ) e mártir                      | 1551–1583 († 32 anos)                                                             |                       | Mártires da Índia missionários jesuítas                                                                     | 1893 Leão XIII     | 8 de Junho      |               |
|                                                                     | Beato Redento da Cruz religioso (OCarm) e mártir                                  | 1598–1638 († 40 anos) | Mártires na Ilha de Samatra missionários carmelitas                                                         | 1900 Leão XIII     | 29 de Novembro  |               |
| Beato Dionísio da Natividade presbítero, religioso (OCarm) e mártir | 1600–1638 († 37 anos)                                                             |                       | Mártires na Ilha de Samatra missionários carmelitas                                                         | 1900 Leão XIII     | 29 de Novembro  |               |
|                                                                     | Beata Maria do Divino Coração virgem e religiosa (CBP)                            | 1863–1899 († 35 anos) | Mensageira do Sagrado Coração de Jesus                                                                      | 1975 Paulo VI      | 8 de Junho      |               |
|                                                                     | Beata Alexandrina de Balazar virgem e mística                                     | 1904–1955 († 51 anos) | Mística | 2004 João Paulo II | 13 de Outubro   |               |
|                                                                     | Beata Rita Amada de Jesus virgem, religiosa e fundadora                           | 1848–1913 († 64 anos) | Fundadora do Instituto das Irmãs de Jesus Maria José educação e auxílio a meninas desvalidas                | 2006 Bento XVI     | 24 de Setembro  |               |
|                                                                     | Beato Carlos de Áustria imperador, rei e pai de família                           | 1887–1922 († 34 anos) | Imperador da Áustria Rei da Hungria promotor da Paz e defensor da Doutrina Social da Igreja                 | 2006 Bento XVI     | 1 de Abril      |               |
|                                                                     | Beata Maria Clara do Menino Jesus virgem, religiosa (FHIC) e fundadora            | 1843–1899 († 56 anos) | fundadora da Congregação das Irmãs Franciscanas Hospitaleiras da Imaculada Conceição assistência aos pobres | 2011 Bento XVI     | 1 de Dezembro   |               |
|                                                                     | Beata Francisca de Paula de Jesus confessora                                      | 1810–1895 († 85 anos) | assistência aos pobres no Brasil                                                                            | 2013 Francisco     | 14 de Junho     |               |
|                                                                     | Beato Mário Félix religioso (FSC) e mártir                                        | 1860–1936 († 75 anos) | Mártir da Guerra Civil Espanhola religioso lassalista                                                       | 2013 Francisco     | 28 de Julho     |               |
|                                                                     | Beato Manuel Fernández-Herba Pereira presbítero (OP) e mártir                     | 1878–1936 († 56 anos) | Mártir da Guerra Civil Espanhola frade dominicano                                                           | 2022 Francisco     | 14 de Agosto    | [ 22 ] [ 23 ] |

## Fiéis com causa de canonização

### Veneráveis
- Venerável Irmã Maria Lúcia de Jesus e do Coração Imaculado (1907–2005), vidente das Aparições de Fátima e freira carmelita descalça
- Venerável D. João de Oliveira Matos (1879–1962), Bispo Auxiliar da Guarda
- Venerável D. António José de Sousa Barroso (1854–1918), missionário, Bispo do Porto
- Venerável Madre Luiza Andaluz (1877–1973), fundadora da Congregação das Servas de Nossa Senhora de Fátima
- Venerável Mons. Joaquim Alves Brás (1899–1966), fundador da Obra de Santa Zita e do Instituto Secular das Cooperadoras da Família
- Venerável Padre Américo (1887–1956), fundador da Casa do Gaiato
- Venerável Pe. Gonçalo da Silveira, S.J. (1526–1561), missionário jesuíta mártir na África Austral
- Venerável Madre Custódia Maria do Santíssimo Sacramento (1706–1739)
- Venerável Madre Teresa de Saldanha (1837-1916), fundadora da Congregação das Irmãs Dominicanas de Santa Catarina de Sena
- Venerável D. António Ferreira Viçoso (1787–1875), Bispo de Mariana
- Venerável Irmã Maria de São Francisco (1840–1916)
- Venerável António Borges da Cunha
- Venerável Pe. Ângelo de Sousa
- Venerável Pe. Albino Alves da Cunha e Silva (1882–1973)

### Servos de Deus
- Rei D. Afonso Henriques
- Imperatriz Zita de Bourbon-Parma
- D. Manuel Mendes da Conceição Santos (1876–1955), Arcebispo de Évora
- D. Afonso Sanches (1289–1329)
- D. Teresa Martins , esposa de D. Afonso Sanches
- Pe. Manuel Nunes Formigão
- Pe. José Aparício da Silva
- Pe. Júlio Fragata
- Pe. Abílio Gomes Correia
- Pe. Bartolomeu do Quental
- Pe. João Cardim
- Pe. Mariano Pinho
- Pe. Gregório Verdonk,
- Frei Bernardo de Vasconcelos (1902-1932)
- Frei Luís de Granada
- António da Conceição
- António S. Pedro
- Padre Cruz
- Gonçalo Dias
- Gregório Lopes
- Guilherme Braga da Cruz (1916-1977), Reitor da Universidade de Coimbra
- Cristóvão da Gama
- Madre Maria Plácida de Lurdes
- Madre Maria Rita de Jesus (1885-1965), religiosa da Congregação das Franciscanas Missionárias de Nossa Senhora
- Madre Virgínia da Silva
- Madre Maria do Lado (1605-1632), da Ordem das Clarissas
- Irmã Teresa da Anunciada
- Irmã Maria de S. Francisco
- Irmã Luísa Maria Mesquita de Melo
- Irmã Maria do Precioso Sangue de Jesus
- Maria da Conceição de Pimentel Teixeira (1923-1940), Sãozinha de Alenquer
- Maria Vieira da Silva
- Ana de Jesus Amorim
- Ana de Jesus Maria José de Magalhães (1811-1875)
- Sílvia Cardoso (1882-1950), leiga
- Maria da Conceição Pinto da Rocha (1889-1958), fundadora da Congregação das Irmãs Reparadoras Missionárias da Santa Face

## Processo
O processo de canonização vigente tem diversas fases. Numa 1.ª fase a iniciativa cabe à Diocese em que o candidato morreu ou aí se encontra o seu túmulo. É feita uma primeira recolha sobre a vida e obra do candidato e o processo abreviado é enviado à Congregação para as Causas dos Santos para uma primeira análise; em caso de análise positiva é concedido o nihil obstat, passando a candidato a ter o título de Servo de Deus. Com a aprovação da Cúria Romana o processo prossegue na fase diocesana, sendo nomeado um Postulador da Causa, podendo ser assistido por um Vice-Postulador, que defendem os méritos do candidato, bem como um Defensor da Fé, que deve escrutinar o processo, procedendo-se à recolha e análise exaustiva da vida, obra, textos escritos e correspondência do candidato. 
Finda a fase diocesana todo o processo é enviado para o Vaticano onde será analisado pela Congregação para as Causas dos Santos, onde têm assento Cardeais e Bispos, assistidos por teólogos. Numa aprofundada análise a Congregação irá aferir se o candidato praticou de forma heróica (ou seja de forma exemplar) as virtudes teologais da fé, esperança e caridade e as virtudes morais da prudência, justiça, fortaleza e temperança. Se a conclusão for positiva a Congregação aprova um Decreto que declara as virtudes heróicas do candidato, submetendo a decisão ao Papa. Após a promulgação do Decreto pelo Papa o candidato é declarado Venerável. 
Após esta fase é requerido um milagre, realizado por intercessão do candidato, para a beatificação. O milagre, geralmente uma cura inexplicável à luz da ciência, é analisado por peritos, teólogos e médicos, nomeados pela Congregação para as Causas dos Santos. Para que a graça seja qualificada como milagre necessita de carecer de explicação científica. Em caso de análise positiva a Congregação aprova um Decreto de aprovação do milagre, submetendo-o à promulgação papal. Depois de promulgado o Decreto pelo Papa, é oportunamente anunciada a beatificação do Venerável. Actualmente as beatificações são realizadas na Diocese do candidato por um Cardeal, geralmente o Prefeito da Congregação para as Causas dos Santos, em nome do Papa. Com a beatificação é atribuído ao candidato o título de Beato, o qual é elevado aos altares, passando a ter culto local, geralmente na Diocese ou Dioceses em que nasceu, viveu ou morreu, ou em que as suas relíquias se encontram. 
Para a canonização é requerido um segundo milagre, operado após a beatificação e validado nos mesmos termos do primeiro. Com a aprovação do segundo milagre é anunciada a canonização do Beato. As canonizações são presididas pelo Papa e decorrem primordialmente no Vaticano. Com a canonização o Beato passa a ser venerado como Santo, passando o seu culto a ser universal, podendo ter igrejas e capelas a si dedicadas e podendo ser declarado padroeiro de Países, localidades ou Dioceses (excepcionalmente há também Beatos padroeiros por privilégio papal).
Há duas excepções ao processo ordinário. A primeira é a beatificação de mártires, em que é dispensado o milagre habitualmente necessário. Neste caso, com a declaração oficial do martírio, por Decreto emitido pela  Congregação para as Causas dos Santos e promulgado pelo Papa, o mártir é beatificado sem necessidade de procedimentos adicionais. Para a canonização do mártir declarado Beato já é requerido um milagre, seguindo-se os trâmites gerais. De notar que nos primórdios da Igreja, quando não havia beatificações, os mártires eram venerados como Santos. A segunda excepção é a beatificação ou canonização equipolente. Pela canonização equipolente (ou equivalente) o Papa alarga a toda a cristandade o culto de um Beato e declara-o Santo com dispensa do segundo milagre habitualmente requerido. São exigidos 3 requisitos para a canonização equipolente: prova de culto antigo do Beato, o atestado histórico incontestável da fé católica e das virtudes do Beato e a fama ininterrupta de milagres intermediados pelo Beato. A beatificação equipolente segue o mesmo processo com as necessárias adaptações.  